# IJSSTRIJD!
IJSSTRIJD! is een Nederlands spelprogramma dat door de Evangelische Omroep wordt uitgezonden op Zapp. Na een eerste (losse) aflevering, op 5 mei 2012 uitgezonden, wordt op 23 februari 2013 de eerste uit een reeks van zes afleveringen uitgezonden. Ook in 2014 worden vanaf 22 februari zes afleveringen uitgezonden. De presentatie is in handen van Klaas van Kruistum.

## Het spel
Er doen per aflevering drie kandidatenteams mee (bestaand uit twee kinderen en nog drie personen (twee personen in 2014)). Het spel bestaat uit een aantal quizrondes en afsluitend een finale. Centraal staan drie ijsbollen. De kandidaten krijgen per ronde die gewonnen wordt een aantal seconden (10 in 2013, 5 in 2014)  om met een gasbrander te trachten de ijsbol van een tegenstander zo veel mogelijk te laten wegsmelten. Hoeveel de ijsbollen wegsmelten wordt gemeten in buizen waar het smeltwater inloopt.
In de quizrondes moeten twee kinderen uit de kandidatenteams quizvragen beantwoorden over het milieu. Per goed antwoord krijgen ze een blik dat ze vanaf een afstand in een blikvanger moeten werpen. Het team dat aan het eind van iedere quizronde de meeste blikken in de blikvanger heeft zitten, krijgt een aantal seconden met de gasbrander. In 2014 is er ook nog een snelle ronde, waarbij de teams open vragen krijgen. Degene die het antwoord weet, moet op een knop drukken en het antwoord geven. Bij een goed antwoord krijgt het team 3 seconden met de gasbrander.
Verder zijn er per team nog twee personen die proberen een nieuw product te maken uit afval. Ook voor deze opdracht geldt dat het beste team een aantal seconden met de gasbrander krijgt. In 2013 was er per team ook nog een persoon die gedurende de uitzending een zo lang mogelijke afstand moest afleggen op een hometrainer, waarbij het team met de meeste kilometers eveneens een aantal seconden met de gasbrander kreeg. Dit is in 2014 vervangen door de Ecoproef, waarbij Daniël bij alle teams een kijkje neemt in hun huis om te kijken hoe ecoproof (duurzaam) ze zijn. Het team dat het meest ecoproof is, krijgt een aantal seconden met de gasbrander.
De kandidaten die na afloop het minste smeltwater hebben, spelen de finale waar ze om prijzen spelen.